# Nguyễn Duy Lâm
Nguyễn Duy Lâm (sinh ngày 27 tháng 8 năm 1972) là một chính khách người Việt Nam. Ông hiện đang giữ chức Bí thư Tỉnh ủy Hà Tĩnh.

## Tiểu sử
Nguyễn Duy Lâm sinh ngày 27 tháng 8 năm 1972, quê quán khi đó là xã Huống Thượng, huyện Đồng Hỷ, nay là phường Linh Sơn, tỉnh Thái Nguyên. Nguyễn Duy Lâm có trình độ chuyên môn là thạc sĩ Kỹ thuật, Kỹ sư Xây dựng cầu – hầm; trình độ lý luận chính trị Cao cấp.
Ông bắt đầu công tác tại Bộ Giao thông Vận tải từ năm 1994, đã trải qua nhiều chức vụ từ Chuyên viên, Trưởng phòng Giải phóng mặt bằng và Giám định thực hiện dự án thuộc Cục Giám định và Quản lý chất lượng công trình giao thông, rồi Trưởng phòng Đấu thầu Cục Đường bộ Việt Nam, Phó Cục trưởng Cục Quản lý xây dựng Đường bộ rồi Vụ trưởng Tổ chức cán bộ thuộc Tổng cục Đường bộ Việt Nam. Từ năm 2014, ông được điều động sang làm Phó Vụ trưởng Kế hoạch - Đầu tư thuộc Bộ Giao thông vận tải và 3 năm sau trở thành Vụ trưởng đơn vị này. Đến năm 2020, ông được điều động sang làm Cục trưởng Quản lý và Xây dựng công trình giao thông.
Từ năm tháng 8 năm 2021 đến tháng 2 năm 2025, Nguyễn Duy Lâm là Ủy viên Ban cán sự đảng, Ủy viên ban Thường vụ Đảng ủy Bộ Giao thông vận tải, Thứ trưởng Bộ Giao thông vận tải.
Ngày 1 tháng 3 năm 2025, Bộ Chính trị điều động, chỉ định Nguyễn Duy Lâm giữ chức Bí thư Tỉnh ủy Hà Tĩnh.